# Paolo Beni (gesuita)
Paolo Beni (Candia, 1552 circa – Padova, 1625) è stato un filologo, letterato e gesuita italiano.

## Biografia
Paolo Beni nacque a Candia agli inizi degli anni Cinquanta del cinquecento in una famiglia relativamente benestante originaria di Gubbio. Nel 1560 la sua famiglia decise di mandarlo a compiere gli studi a Padova, dove si laureò nel 1576. A Padova Beni maturò un forte interesse per la letteratura classica e moderna ed entrò a far parte dell'Accademia degli Animosi di cui era membro anche Torquato Tasso. Dopo la laurea decise di abbandonare la carriera da avvocato alla quale era stato avviato dal padre, e di proseguire gli studi letterari.
Dopo gli studi a Padova, Beni entrò nell'entourage del cardinale Cristoforo Madruzzo e in seguito divenne segretario di Marc-Antoine Muret. Entrato a far parte della Compagnia di Gesù, dal 1590 al 1593 fu lettore di Teologia a Perugia, e, dal 1594, lettore di filosofia all'Università la Sapienza di Roma. Nel 1596 Beni uscì, per ragioni non del tutto chiarite, dalla Compagnia di Gesù. Rimase comunque nel clero secolare e continuò ad insegnare a Roma fino al 1599.
Nel marzo del 1600, Beni tornò a Padova dove ottenne la cattedra di Umanità all'Università, succedendo all'umanista Antonio Riccoboni, morto l'anno precedente. A Padova si unì rapidamente all'Accademia dei Recovrati, di cui erano membri anche Galileo e Cesare Cremonini.
Insegnò a Padova fino al 1623, segnalandosi soprattutto come grecista e commentatore della Poetica aristotelica. Il suo trattato In Aristotelis Poeticam commentarii (1613), è considerato il punto di arrivo della filologia rinascimentale ed è stato definito "l'ultimo grande commento italiano che abbia avuto risonanza europea".
Acerrimo oppositore dell'Accademia della Crusca (L'Anticrusca, 1612) seguì le linee della Poetica di Aristotele, ma fu aperto a canoni innovativi.

## Opere

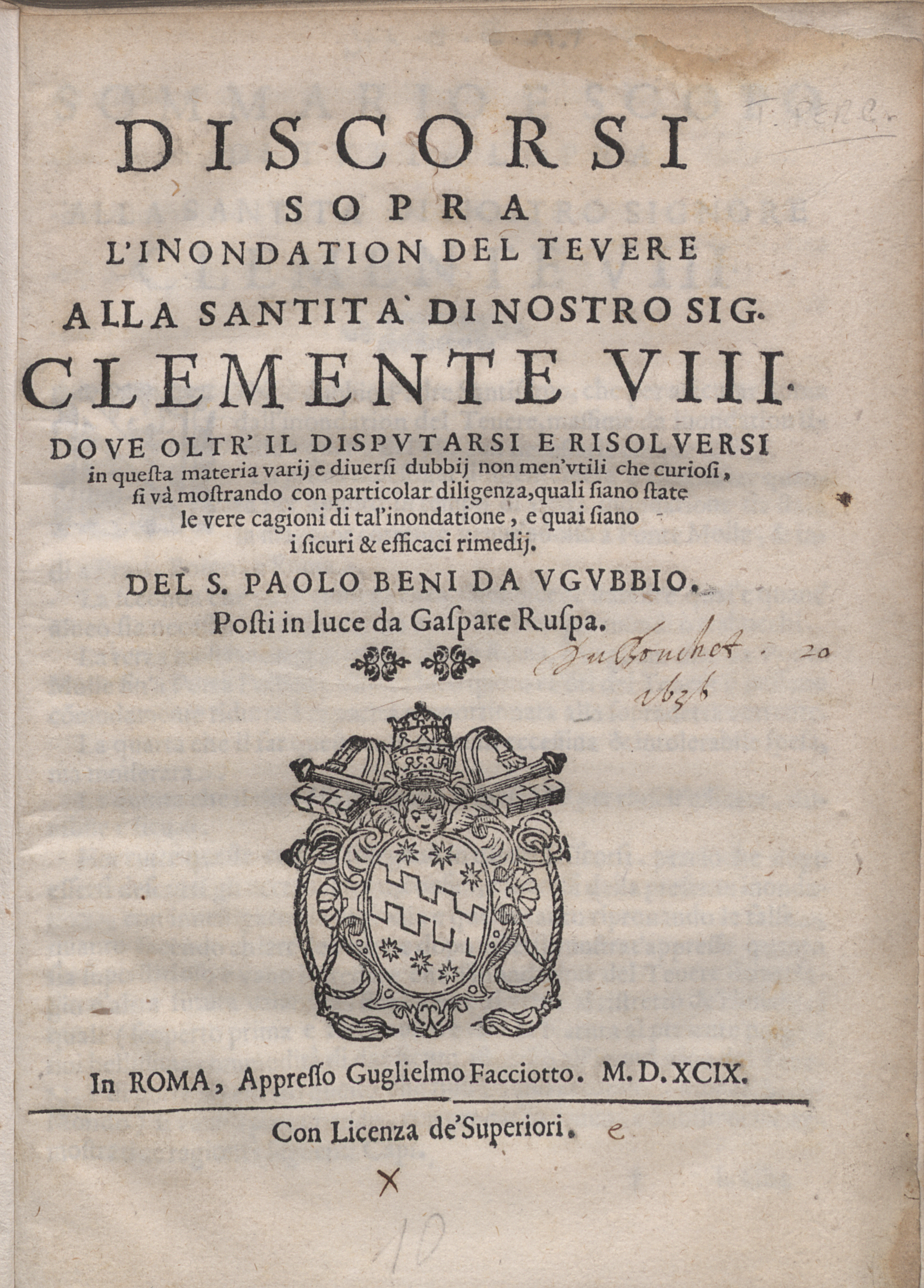
Discorsi sopra l'inondation del Tevere, 1599

### Scritti polemici contro l'Accademia della Crusca
- L'Anticrusca, overo Il paragone dell'italiana lingua, Padova, 1612.
- Il Cavalcanti, overo La difesa dell'Anticrusca, con lo pseudonimo di Michelangelo Fonte, Padova, 1614.

### Altri scritti
- (LA) In Platonis Timaeum, sive in naturalem onmem atque divinam Platonis et Aristotelis philosophiam decades tres, Roma, 1594.
- (LA) De ecclesiasticis Baronii cardinalis annalibus disputatio, Roma, 1596.
- Discorsi sopra l'inondation del Tevere, Roma, Guglielmo Facciotti, 1599.
- Comparatione di Homero, Virgilio e Torquato, et a chi di loro si debba la palma nell'heroico poema, Padova, 1607.
- De Historia libri quatuor, Venezia, 1611.
- Comparatione di Torquato Tasso con Homero e Virgilio, insieme con la difesa dell'Ariosto paragonato ad Homero, Padova, 1612.
- (LA) In Aristotelis Poeticam commentarii, Venezia, 1624  [1613].
- Orationes quinquaginta, Padova, 1613
- (LA) In P. Virgilii Maronis Aeneidem commentarii, Venezia, 1622.
- (LA) In Sallustii Catilinariam Commentarii, Venezia, 1622.
- (LA) In Aristotelis libros Rhetoricorum secundum et tertium commentarii, Venezia, 1625.
- (LA) In M.T. Ciceronis orationem pro lege Manilia Commentarij, Venezia, 1625.

Le opere del Beni furono parzialmente raccolte, vivente ancora l'autore, nell'edizione veneziana dell'opera omnia (Pauli Benii Opera omnia in unum corpus collecta, Venezia, apud Io. Guerilium, 1622-25, in 5 voll.)